# Jean Risbec
Jean Risbec (1895-1964) est un malacologiste et un entomologiste français,.

## Biographie
Jean Risbec est né le 18 août 1895 à Thorigny-sur-Oreuse dans le département de l'Yonne. Il a passé son enfance en Nouvelle-Calédonie où son père, Ernest Risbec, était professeur à Nouméa.
Il participe à la guerre de 14-18 comme simple canonnier dans divers régiments d'artillerie lourde, de septembre 1917 à novembre 1918[réf. souhaitée].
Il débute comme professeur de mathématiques et de sciences physiques au collège La Perouse (aujourd'hui lycée) de Nouméa en 1921,.
Il s'intéresse aux mollusques, qu'il collecte sans équipement de plongée, et soutient sa thèse de Doctorat ès-Sciences intitulée Contribution à l’Étude des Nudibranches néo-calédoniens le 10 mars 1928 à Paris.
Il retourne la même année à Nouméa en tant qu'entomologiste agricole grâce à l'intervention de Paul Vayssière. Son épouse se tue le 27 octobre 1933[réf. souhaitée], lors d'une chute de cheval dans une plantation de cocotier près de Port-Vila, au Vanuatu.
En 1937, il est affecté au Soudan français et au Sénégal où il étudie la faune parasitaire des cultures, notamment les parasites des insectes ravageurs, les hyménoptères Proctotrupidae et les Chalcidoïdes. Il se remarie en 1939.
Il revient en France en 1945 et prend sa retraite de l'entomologie en 1950. Il fut ensuite affecté à Londres et rentre en France en 1960.
Jean Risbec décède le 18 août 1964 à Fontainebleau d’un œdème pulmonaire.

## Héritage naturaliste
Jean Risbec s’intéressa toute sa vie aux mollusques marins, depuis sa thèse en 1928 jusqu'à son dernier travail sur le sujet en 1954, mais il a aussi été un pionnier méconnu de l’entomologie agricole. Taxonomiste avisé, il a publié sur ses observations des insectes des plantations et en particulier sur les hyménoptères parasites, notamment de l’Afrique Noire et de Madagascar,.

### Les nudibranches
Jean Risbec est l'auteur de plusieurs genres et espèces de nudibranches selon World Register of Marine Species (13 octobre 2018) :
- Joubiniopsis Risbec, 1928
- Noumeaella Risbec, 1937
- Spahria Risbec, 1928
- Vayssierea Risbec, 1928
- Atagema spinosa (Risbec, 1928)
- Berthella caledonica (Risbec, 1928)
- Bulbaeolidia alba (Risbec, 1928)
- Cadlinella ornatissima (Risbec, 1928)[7]
- Caloria guenanti (Risbec, 1928)
- Carminodoris cockerelli Risbec, 1930
- Chelidonura pallida Risbec, 1951
- Chelidonura perparva (Risbec, 1928)
- Chromodoris lata Risbec, 1928
- Chromodoris trouilloti Risbec, 1928
- Dendrodoris fosseti (Risbec, 1928)
- Dendrodoris maculata (Risbec, 1928)
- Dendrodoris murina (Risbec, 1928)
- Discodoris laminea (Risbec, 1928)
- Doris immonda Risbec, 1928
- Doto racemosa Risbec, 1928
- Elysia pilosa Risbec, 1928
- Embletonia gracilis Risbec, 1928
- Enteroxenos bouvieri Risbec, 1953
- Eubranchus montraveli Risbec, 1937
- Facelina fragilis (Risbec, 1928)
- Goniobranchus coi (Risbec, 1956)
- Goniobranchus geometricus (Risbec, 1928)
- Goniodoris joubini Risbec, 1928
- Goniodoris violacea Risbec, 1928
- Gymnodoris kouaouae (Risbec, 1928)
- Herviella exigua (Risbec, 1928)
- Hypselodoris decorata (Risbec, 1928)
- Ischnochiton acomphus Hull & Risbec, 1930
- Joubiniopsis bouraili Risbec, 1928
- Melibe engeli Risbec, 1937
- Noumeaella curiosa Risbec, 1937
- Phidiana bourailli (Risbec, 1928)
- Philine caledonica Risbec, 1951
- Phyllodesmium poindimiei (Risbec, 1928)
- Platydoris carinata Risbec, 1928
- Platydoris spongilla Risbec, 1928
- Plocamopherus fulgurans Risbec, 1928
- Polycera picta Risbec, 1928
- Spahria minima Risbec, 1928
- Thorunna australis (Risbec, 1928)
- Thuridilla gracilis (Risbec, 1928)
- Thuridilla vataae (Risbec, 1928)
- Trinchesia acinosa (Risbec, 1928)
- Vayssierea caledonica Risbec, 1928
- Verconia decussata (Risbec, 1928)
- Verconia romeri (Risbec, 1928)

Le genre Risbecia Odhner, 1934 dénommé en son honneur a été placé en synonymie d'Hypselodoris Stimpson, 1855.

### Les hyménoptères
- Coffearhynchus Risbec, 1936[9]
- Coffearhynchus neocaledonicus Risbec, 1936[9]

## Liste partielle de publications
- Risbec, J. 1928. Contribution à l’étude des nudibranches Néo-Calédoniens. Faune des Colonies Françaises, 2(1): 1-328.
- Risbec, J. 1928. Impressions de Nouvelle-Calédonie. Bulletin de l’Agence Générale Coloniale, Melun, 21: 399-479.
- Risbec, J. 1942. Observations sur les Insectes des Plantations en Nouvelle-Calédonie. Imprimerie Nationale, Paris, 128 pages.
- Risbec, J. 1950. La faune entomologique des cultures au Sénégal et au Soudan français. Gouvernement général de l’A.O.F., Dakar, 500 pages.
- Risbec, J. 1953. Mollusques nudibranches de la Nouvelle Calédonie. Faune de l'Union Française (Ancienne Faune de l'Empire Français), volume XV. Office de la Recherche Scientifique Outre-Mer, 189 pages. (pdf)